# ألتيس يو إس إيه
ألتيس يو إس إيه (بالإنجليزية: .Altice USA, Inc) هي شركة أمريكية تقدم خدمة تلفزيون كبلي يقع مقرها في مدينة نيويورك. توفر الشركة عدة خدمات مثل توفير شبكة الإنترنت وكذلك تغطية شبكات الهاتف، وتقدم بث تلفزيوني لحوالي 4.9 مليون شخص في 21 ولاية أمريكية.

تدير الشركة العلامة التجارية «أبتيمام» وهي شركة أمريكية للاتصالات السلكية واللاسلكية تملكها وتديرها ألتيس يو إس إيه. توفر الشركة أيضًا تغطية للأخبار الدولية عبر قناة آي 24 نيوز باللغة الإنجليزية أطلقتها الشركة عام 2017 في الولايات المتحدة.
تُعد ألتيس يو إس إيه رابع أكبر مزود لخدمة التلفزيون الكبلي في الولايات المتحدة، توفر خدماتها بمناطق مختلفة في ولاية نيويورك بالإضافة إلى ولايات غرب ووسط والجنوب الولايات المتحدة. في يونيو 2017، جمعت شركة ألتيس يو إس إيه مليار دولار أمريكي عبر طرح أولي بإطلاق سوق الأوراق المالية للأسهم.

## تاريخ
في 14 فبراير 2020، أعلنت الشركة أنها استحوذت على شركة لخدمة تلفزيون الكابل الكهربائي التي توفر خدمة تردد ذات نطاق العريض في ولاية نيو جيرسي. وانتتهت الصفقة في يوليو من العام نفسه.
في 20 مايو 2015، أعلنت «ألتيس إن ڤي» وهي شركة الأم التي تملك ألتيس يو إس إيه ومقرها هولندا أنها ستوفر قنوات التلفزيونية للمشاهدين عبر الكَبْل، وأنها ستستحوذ على شركة صِدين لينك (Suddenlink) للاتصالات، سابع أكبر مزود لخدمة التلفزيون الكبلي بالولايالت المتحدة، وذلك بمقابل 9.1 مليار دولار أمريكي للصفقة. وتم الاستحواذ في 21 ديسمبر 2015.

## تغطية الخدمات
تقدم الشركة الخدمة في 22 ولاية أمريكية:
- أريزونا
- أركانسس
- كاليفورنيا
- كونيتيكت
- أيداهو
- كانساس
- كنتاكي
- لويزيانا
- ماساتشوستس
- ميسيسيبي
- ميزوري
- نيفادا
- نيو جيرسي
- نيو ميكسيكو
- نيويورك
- كارولاينا الشمالية
- أوهايو
- أوكلاهوما
- بنسيلفانيا
- تكساس
- فرجينيا

## روابط خارجية
- الموقع الرسمي
- - بيانات النشاط التجاري لـ ألتيس يو إس إيه: مالية جوجل
  - ياهو! المالية
  - بلومبرج
  - رويترز
  -  إيداع هيئة الأوراق المالية والبورصات